# Logor Krndija
Logor Krndija je bio logor kojega je u pustome njemačkome naselju Krndiji kod Đakova osnovao komunistički režim u Jugoslaviji za Nijemce i Austrijanace u razdoblju nakon Drugog svjetskog rata.

## Ime
U službenim logorskim dokumentima, a najčešće i u historiografiji i publicistici, Krndija je označena kao Logor Krndija.  U njemačkoj/podunavskošvapskoj historiografiji i publicistici, logor Krndija je često naveden i kao Konzentrationslager, Vernichtungslager i Todeslager Kerndia/Krndija, a u hrvatskoj historiografiji i publicistici različito, ali najčešće kao 
Koncentracijski logor Krndija. i Logor Krndija

## Povijest
U Krndiji je najprije osnovan logor za ratne zarobljenike (njemački i hrvatski vojnici) i političke zatvorenike Hrvate. U logor za Folksdojčere Krndija je pretvorena kada su 15. kolovoza 1945. dopremljeni logoraši iz Velike Pisanice. Logoraši su zatim sami morali ograditi logor bodljikavom žicom. Slijedi kasnije i dolazak novih logoraša. Napušteno njemačko selo Krndija kod Đakova pretvoreno je u logor za preostalo njemačko stanovništvo Slavonije i Srijema, zapadne Hrvatske i bosanske Posavine. Zapovjednik/upravnik logora bio je kapetan Ivan Tomljenović, a zatim Milan Komlenović. Logorsku upravu i stražu činilo je 12 do 14 pripadnika Narodne milicije, od kojih su četiri bile žene, koje su prema iskazima/sjećanjima logoraša bile najokrutnije. Po logoraše dolaze seljaci iz okolnih sela i koriste ih kao radnu snagu za razne poljoprivredne poslove, odnosno iznajmljuju ih za rad i to plaćaju logorskoj upravi. Mnogi seljaci, prema iskazima/sjećanjima logoraša, iskazali su razumijevanje i dali im pomoć u hrani i odjeći. Na tešku sudbinu logoraša utjecali su, osim nepovoljnih uvjeta smještaja, izrazito slaba prehrana, nedovoljna higijena, pomanjkanje lijekova i liječničke pomoći, razne bolesti, te naporni radovi na koje zatočenici nisu bili naviknuti. Umiralo se većinom od bolesti, posebice tifusa, premorenosti, zime i gladi. Od zime 1945./46., posebice od siječnja 1946., počinje harati epidemija pjegavog tifusa i ubrzo poprima zastrašujuće razmjere. Potkraj ožujka ili početkom travnja 1946., nakon poduzetih potrebnih mjera tifus je uklonjen. Ubijanja i smaknuća osim nekoliko slučajeva, koji su nedvojbeni, u logoru Krndija nije bilo. Logoraše su pokapali na mjesnom groblju, mnogi i bez nadgrobnih oznaka ili natpisa. Prema izvješću Ministarstva unutarnjih poslova Narodne vlade Hrvatske, u Logoru Krndija u listopadu 1945. smješteno je 3.500 logoraša, uglavnom starijih osoba, žena i djece, koji se koriste za različite radove. Procjenjuje se da je kroz logor Krndija prošlo oko 3.500 do 4.000 logoraša, te da ih je oko 500 do 1.500 u logoru smrtno stradalo, uglavnom od izgladnjelosti,dizenterije i tifusa.Prema do sada utvrđenim poimeničnim pokazateljima, u logoru Krndija stradalo je najmanje 337 osoba, pretežito starijih osoba, žena i djece. Logor Krndija raspušten je u svibnju 1946. Oni logoraši koji nisu pušteni na slobodu, prebačeni su do kraja svibnja 1946. u druge logore (Podunavlje u Baranji, Tenja/Tenjska Mitnica kod Osijeka, Gakovo u Bačkoj i Logor Knićanin/Rudolfsgnad u Banatu). Odatle su, zatim, upućivani na rad i drugdje. Nakon ukidanja logora Krndija, velik broj preživjelih interniraca ostao je raditi na poljoprivrednim dobrima i u raznim radnim organizacijama.

## Vanjske poveznice
- Nekažnjeni zločini nad Podunavskim Švabama[neaktivna poveznica] Glas Koncila br. 11/06, strana 25.